# Sarah Poewe
Sarah Poewe, née le 3 mars 1983 au Cap, est une nageuse allemande ayant commencé sa carrière sous les couleurs sud-africaines. Elle est spécialiste des épreuves de brasse.

## Biographie
Sarah Poewe remporte sous les couleurs sud-africaines la médaille d'or du 100 mètres brasse aux Jeux mondiaux de la jeunesse de 1998 à Moscou.
Poewe, concourant initialement pour l'Afrique du Sud, prend la nationalité allemande après les Jeux du Commonwealth 2002. Elle obtient dès cette année-là son premier titre sous le maillot allemand en remportant le 100 mètres brasse lors des Championnats d'Europe en petit bassin 2002.
En 2010, elle participe aux championnats d'Europe de Budapest. Engagée en individuel sur le 100 mètres brasse, elle termine à la cinquième place de l'épreuve. Le dernier jour, elle obtient la médaille de bronze lors du relais 4 × 100 m 4 nages. Elle ne participe toutefois qu'aux séries.

## Palmarès

### Jeux olympiques
- Jeux olympiques 2004 à Athènes (Grèce) :
  -  Médaille de bronze au titre du relais 4 × 100 m 4 nages.

### Championnats du monde

#### En grand bassin
- Championnats du monde 2005 à Montréal (Canada) :
  -  Médaille de bronze au titre du relais 4 × 100 m 4 nages.
- Championnats du monde 2009 à Rome (Italie) :
  -  Médaille de bronze au titre du relais 4 × 100 m 4 nages.

#### En petit bassin
- Championnats du monde 2000 à Athènes (Grèce) :
  -  Médaille d'or du 50 m brasse.
  -  Médaille d'or du 100 m brasse.
- Championnats du monde 2002 à Moscou (Russie) :
  -  Médaille d'argent du 100 m brasse.

### Championnats d'Europe

#### En grand bassin
- Championnats d'Europe 2006 à Budapest (Hongrie) :
  -  Médaille d'argent au titre du relais 4 × 100 m 4 nages.
- Championnats d'Europe 2010 à Budapest (Hongrie) :
  -  Médaille de bronze au titre du relais 4 × 100 m 4 nages[Note 1].
- Championnats d'Europe 2012 à Debrecen (Hongrie) :
  -  Médaille d'or du 100 m brasse.
  -  Médaille d'or au titre du relais 4 × 100 m 4 nages.
  -  Médaille de bronze du 200 m brasse.

#### En petit bassin
- Championnats d'Europe 2002 à Riesa (Allemagne) :
  -  Médaille d'or du 100 m brasse.
  -  Médaille d'argent du 50 m brasse.
  -  Médaille d'argent du 200 m brasse.
  -  Médaille d'argent au titre du relais 4 × 50 m 4 nages.
- Championnats d'Europe 2003 à Dublin (Irlande) :
  -  Médaille d'or du 50 m brasse.
  -  Médaille d'or du 100 m brasse.
  -  Médaille d'argent au titre du relais 4 × 50 m 4 nages.
- Championnats d'Europe 2004 à Vienne (Autriche) :
  -  Médaille d'or du 50 m brasse.
  -  Médaille d'or du 100 m brasse.
  -  Médaille d'argent au titre du relais 4 × 50 m 4 nages.
  -  Médaille de bronze du 200 m brasse.
- Championnats d'Europe 2007 à Debrecen (Hongrie) :
  -  Médaille de bronze du 50 m brasse.

### Jeux du Commonwealth
- Jeux du Commonwealth de 2002 à Manchester (Royaume-Uni) :
  -  Médaille d'argent du 50 m brasse.
  -  Médaille d'argent du 200 m brasse.
  -  Médaille de bronze du 100 m brasse.
  -  Médaille d'argent au titre du relais 4 × 100 m 4 nages.

### Jeux mondiaux de la jeunesse
- Jeux mondiaux de la jeunesse de 1998 à Moscou (Russie) :
  -  Médaille d'or du 100 m brasse.

## Records personnels
Ces tableaux détaillent les records personnels de Sarah Poewe en grand et petit bassin au 28 mai 2012.
| Épreuve      | Temps         | Compétition                               | Lieu                  | Date       |
| 50 m brasse  | 31 s 50       |                                           | Magdebourg, Allemagne | 09/03/2012 |
| 100 m brasse | 1 min 7 s 01  | Championnats du monde 2009                | Rome, Italie          | 28/07/2009 |
| 200 m brasse | 2 min 25 s 53 | Championnats d'Allemagne de natation 2008 | Berlin, Allemagne     | 22/04/2008 |

| Épreuve      | Temps         | Compétition                                               | Lieu              | Date       |
| 50 m brasse  | 30 s 19       | Championnats d'Europe 2009                                | Istanbul, Turquie | 10/12/2009 |
| 100 m brasse | 1 min 5 s 05  | Championnats d'Allemagne de natation en petit bassin 2009 | Essen, Allemagne  | 27/11/2009 |
| 200 m brasse | 2 min 21 s 86 | Championnats d'Europe 2009                                | Istanbul, Turquie | 11/12/2009 |

### Records d'Europe battu
Ce tableau détaille le record d'Europe battu par Sarah Poewe durant sa carrière.
| Épreuve     | Temps        | Compétition                   | Lieu              | Date       |
| 50 m brasse | 1 min 7 s 10 | Championnats d'Allemagne 2008 | Berlin, Allemagne | 19/04/2008 |